# Staatsstreich in Afghanistan 1973
Der Staatsstreich in Afghanistan von 1973 (intern bekannt als Staatsstreich vom 17. Juli (Dari: کودتای ۲۶ سرطان Staatsstreich vom 26. Saratan, paschtunisch چنګاښ د ۲۶ مې كودتا Staatsstreich vom 26. Choongakh)) führte zum Sturz von König Mohammed Zahir Shah am 17. Juli 1973 und zur Gründung der Republik Afghanistan. Der gewaltfreie Staatsstreich wurde vom damaligen Armeekommandanten und königlichen Prinzen Mohammed Daoud Khan durchgeführt, der zusammen mit dem damaligen Stabschef General Abdul Karim Mustaghni die Streitkräfte in Kabul anführte, um die Monarchie zu stürzen, während der König sich in Ischia in Italien aufhielt. Daoud Khan wurde von linken Offizieren und Beamten der Parcham-Fraktion der PDPA unterstützt, darunter auch der Oberst der Luftwaffe, Abdul Qadir Dagarwal. König Zahir Shah beschloss, sich nicht zu rächen, dankte am 24. August offiziell ab und blieb bis zur Rückkehr im Jahr 2002 im Exil in Italien. Mehr als zwei Jahrhunderte königlicher Herrschaft, der Gründung des Durrani-Reiches im Jahre 1747, endeten.

## Hintergrund
Zahir Shah hatte seit 1933 als König regiert, sein Cousin Prinz Daoud Khan hatte von 1953 bis 1963 als Premierminister gedient. Daoud Khans Beziehungen zum König waren belastet. Nach der Verfassung von 1964 konnte er kein politisches Amt mehr ausüben, da sie dies Mitgliedern der Barakzai-Dynastie verbot. Einige glauben, dass der König dies absichtlich getan habe, weil Daoud Khan starke pro-paschtunistische Ansichten vertraten, die der König für zu radikal hielt und zu politischen Spannungen mit Pakistan geführt hatten. Daoud Khan nutzte die Gelegenheit während der wachsenden Unzufriedenheit der Öffentlichkeit über das Scheitern von Reformen durch fünf aufeinanderfolgende Regierungen seit der Gründung einer parlamentarischen Monarchie im Jahr 1964, einschließlich des Versäumnisses des Königs, das Gesetz über politische Parteien, das Gesetz über Provinzräte und das Gesetz über Gemeinderäte zu verkünden diese wurden vom Parlament verabschiedet. Ein weiterer Grund war die schlechte Reaktion auf die Hungersnot in den Jahren 1971 bis 1972, die vermutlich Tausende im zentralen und nordwestlichen Teil des Landes, insbesondere in der Provinz Ghor, getötet hat – und den Rücktritt der Regierung von Premierminister Abdul Zahir zur Folge hatte. Um 1972 waren die Menschen mit der Ineffizienz und dem Mangel an Führung des Parlaments unzufrieden, was dazu führte, dass verschiedene politische Bewegungen an den Universitäten zunahmen. Daoud Khans interne Streitigkeiten mit dem König wurden ebenfalls als möglicher Grund für seine Entscheidung angeführt, einen Staatsstreich einzuleiten. Ob die Sowjetunion am Putsch beteiligt war, ist umstritten.

## Der Putsch
Im März 1973 fragte ein hoher Beamter des Außenministeriums, Wahid Abdullah, in mehreren Gesprächen den Botschafter der Vereinigten Staaten, Robert Neumann, wie Washington reagieren würde, wenn Mohammed Daoud Khan an die Macht zurückkehren würde. Im April teilte Neumann Wahid Abdullah mit, dass Washington sich zwar nicht zur afghanischen Innenpolitik äußern könne, die Haltung der USA gegenüber Afghanistan aber von ihrer „Politik und ihren Handlungen, insbesondere im Hinblick auf die Interessen der USA und auf Frieden und Stabilität in der Region“ bestimmt werde. Damit gab Neumann Daoud tatsächlich grünes Licht, er glaubte jedoch bei seiner Antwort, dass Daoud über eine Ernennung zum Premierminister zurückkehren würde. Neumanns Vorgesetzte bezweifelten, dass eine Wiedereinsetzung Daouds so harmonisch vonstattengehen würde, und schlugen vor, Abdullah bei weiteren Gesprächen an die Unterstützung der USA für das Verfassungsexperiment zu erinnern. Es gab jedoch keine weiteren Kontakte und Neumanns bedingte Zustimmung blieb Washingtons bleibendes Wort in dieser Angelegenheit.
König Zahir Shah verließ mit einigen Begleitern, darunter Sardar Shah Wali Khan, Afghanistan am Morgen des 25. Juni 1973 über Rom nach London, um sich nach einer Augenverletzung einer Behandlung zu unterziehen. Danach kehrte er nach Italien auf die Insel Ischia zurück. Mohammed Daoud Khan verkündete zusammen mit mehreren hundert seiner Anhänger der Armee am Morgen des 17. Juli den Putsch. Innerhalb weniger Stunden und ohne bewaffneten Widerstand endete die Monarchie, und Khan kündigte die neue Republik über Radio Afghanistan um 7 Uhr morgens an. Mitarbeiter des Nationalen Sicherheitsrates der Vereinigten Staaten bezeichneten das als „gut geplanten und schnell durchgeführten Putsch“. Die einzigen Opfer waren sieben Polizisten auf einer Station, die die Rebellen für eine feindliche Truppe hielten, sowie ein Panzerkommandant, der im Kabul-Fluss ertrank, nachdem er von der Straße abgebogen war, um eine Kollision mit einem Bus zu vermeiden.

## Nachwirkungen
Obwohl Daoud Khan Teil der Musahiban-Barakzai-Dynastie war, hob er die Monarchie auf und schuf stattdessen eine neue Republik, in der er sich zum Staats- und Regierungschef, Außenminister und Armeechef erklärte. Der königliche Arg (Palast) in Kabul wurde die offizielle Residenz des Präsidenten. In einer Rundfunkansprache nannte er den Putsch eine „nationale und fortschrittliche Revolution“, bezeichnete die Herrschaft des Königs als „korrupt und verweichlicht“ und schwor, sie durch „echte Demokratie“ zu ersetzen. Er versprach, die langjährige Neutralitätspolitik Afghanistans fortzusetzen. Die Sowjetunion und Indien erkannten die neue Regierung am 19. Juli diplomatisch an.
Der Putsch war anscheinend bei der Bevölkerung beliebt, die Daoud Khan als einen mächtigen Führer ansah. Die positive Aufnahme in die Republik im Inland war auch ein Grund, warum Zahir Shah beschloss, vom Thron abzudanken. Daoud Khans Verbindungen zum Marxismus und die Unterstützung der Parchamiten bei seinen Putschen führten dazu, dass einige vermuteten, es handele sich um eine kommunistische Übernahme. Um die Opposition zu verhindern, versicherte er die Kontinuität des religiösen und kulturellen Erbes, wie aus den im Juli 1973 erlassenen republikanischen Dekreten hervorgeht.
Nach der Machtübernahme löste Daoud Khan das Parlament und den Justizapparat auf, wobei eine direkte Exekutivregel eingeführt wurde. Trotz seiner sozialistischen Ansichten brachte Khan keine drastischen Veränderungen im Wirtschaftssystem und unterhielt Verbindungen zu den Supermächten des Kalten Krieges. Eine Loja Dschirga wurde nach den Wahlen zur Verfassungsversammlung im Januar 1977 einberufen und billigte die neuen Gesetze zur Schaffung eines Einparteienstaates mit starken Befugnissen für das Staatsoberhaupt. Während seiner Zeit als Staatsoberhaupt verschlechterten sich Khans Beziehungen zur Sowjetunion, zu Pakistan und weiten Teilen der Bevölkerung, da sie sich mit seiner Politik vor den Kopf gestoßen fühlten. Schließlich wurde er am 28. April 1978 während der Saur-Revolution gestürzt und getötet.